# BMW M62
| M62                            | M62                                                                                     |
| ------------------------------ | --------------------------------------------------------------------------------------- |
|                                |                                                                                         |
| Виробник:                      | BMW                                                                                     |
| Марка:                         | M62                                                                                     |
| Тип:                           | 90° V8                                                                                  |
| Робочий об'єм:                 | 3.5 л (3,498 куб.см) 4.4 л (4,398 куб.см) 4.6 л (4,619 куб.см) 4.8 л (4,837 куб.см) см3 |
| Максимальна потужність:        | 232–410 к.с. к.с. (85–120 кВт кВт )                                                     |
| Максимальний обертовий момент: | 320–514 Н⋅м (236–379 фунт⋅фут) Н·м                                                      |
| Конфігурація:                  | V8                                                                                      |
| Циліндрів:                     | 8                                                                                       |
| Клапанів:                      | 32                                                                                      |
| Хід поршня:                    | 78.9 мм (3.11 дюйма) 82.7 мм (3.26 дюйма) 85 мм (3.35 дюйма) 89 мм (3.50 дюйма) мм      |
| Діаметр циліндра:              | 84 мм (3.31 дюйма) 92 мм (3.62 дюйма) 93 мм (3.66 дюйма) мм                             |
| Система живлення:              | Пряме впорскування                                                                      |
| Охолодження:                   | рідинне охолодження                                                                     |
| Газорозподільний механізм:     | DOHC, з VVT для версії M62TU                                                            |
| Матеріал блоку циліндрів:      | Алюміній                                                                                |
| Матеріал ГБЦ:                  | Алюміній                                                                                |
| Тактність (число тактів):      | 4                                                                                       |
| Червона зона:                  | 6,100-7,200 об/хв                                                                       |
| Рекомендоване паливо:          | Бензин                                                                                  |

BMW M62 — атмосферний бензиновий двигун V8, який випускався з 1995 по 2005 рік. Наступник BMW M60, M62 має алюмінієвий блок двигуна та однорядний ланцюг ГРМ.
У 1998 році технічне оновлення включало VANOS змінні фази газорозподілу) для впускних розподільних валів.
Двигун S62 — це високопродуктивна версія M62 BMW M, якою комплектувались моделі E39 M5, BMW Z8, Ascari KZ1 і Ascari A10.

## Дизайн
Як і двигун BMW M60, який він замінив, M62 є двигуном DOHC з чотирма клапанами на циліндр, алюмінієвим блоком і алюмінієвими головками. M62 має ковані шатуни, що розриваються, заевтектичні поршні з бічними бортами з чорним покриттям. Більшість двигунів M62 використовували сплав алюсил для матеріалу блоку, однак деякі ранні двигуни M62 замість цього використовували покриття циліндрів нікасил.
Технологія Alusil інтегрує кремній в алюмінієву литку, тому вкладиші або оброблені отвори в цьому сімействі блоків не потрібні.
У M62 використовується блок керування двигуном Bosch Motronic 5.2 (також званий «DME») і гарячий дріт MAF.

### Технічне оновлення
У 1998 році до M62 було застосовано «технічне оновлення», в результаті чого з'явилися варіанти M62TU. Нові функції включають єдиний VANOS (змінні фази газорозподілу для впускного розподільного вала) та електронне керування дросельною заслінкою. Управління двигуном оновлено до Motronic ME7.2.

## Версії
Зазначені цифри стосуються європейських моделей.
| Версія              | Об‘єм     | Потужність                         | Крутний момент                        | Червона лінія | рік      |
| ------------------- | --------- | ---------------------------------- | ------------------------------------- | ------------- | -------- |
| M62B35              | 3498 куб  | 173 кВт (232 к. с.) при 5700 об/хв | 320 Н⋅м (236 фунт⋅фут) при 3300 об/хв | 6200          | 1996 рік |
| M62TUB35            | 3498 куб  | 180 кВт (241 к. с.) при 5800 об/хв | 345 Н⋅м (254 фунт⋅фут) при 3800 об/хв | 6200          | 1998 рік |
| M62B44              | 4398 куб  | 210 кВт (282 к. с.) при 5700 об/хв | 420 Н⋅м (310 фунт⋅фут) при 3900 об/хв | 6100          | 1996 рік |
| M62TUB44            | 4398 куб  | 210 кВт (280 к. с.) при 5400 об/хв | 440 Н⋅м (325 фунт⋅фут) при 3600 об/хв | 6100          | 1998 рік |
| M62TUB46            | 4 619 куб | 255 кВт (342 к. с.) при 5700 об/хв | 480 Н⋅м (354 фунт⋅фут) при 3700 об/хв | 6500          | 2001 рік |
| Альпіна F3          | 4 619 куб | 250 кВт (335 к. с.) при 6000 об/хв | 470 Н⋅м (347 фунт⋅фут) при 3700 об/хв | 6500          | 1996 рік |
| Альпіна F4          | 4 619 куб | 255 кВт (342 к. с.) при 6000 об/хв | 480 Н⋅м (354 фунт⋅фут) при 3700 об/хв | 6500          | 2000 рік |
| Альпіна F5          | 4837 куб  | 276 кВт (370 к. с.) при 6000 об/хв | 510 Н⋅м (376 фунт⋅фут) при 3700 об/хв | 6500          | 2002 рік |
| S62B50              | 4941 куб  | 294 кВт (394 к. с.) при 6600 об/хв | 500 Н⋅м (369 фунт⋅фут) при 3800 об/хв | 7000          | 1998 рік |
| Racing Dynamics R52 | 5161 куб  | 306 кВт (410 к. с.) при 6400 об/хв | 514 Н⋅м (379 фунт⋅фут) при 3900 об/хв | 7200          | 2001 рік |

### M62B35
M62B35 має діаметр циліндра 84 мм (3,3 дюйм) і хід поршня 78,9 мм (3,1 дюйм).
Застосування:
- 1996—1998 BMW 5 серії (E39) 535i
- 1996—1998 BMW 7 серії (E38) 735i/735iL

### M62TUB35
У 1998 році було застосовано технічне оновлення, результатом якого стало M62TUB35. Версії, що використовуються в E39 серії 5, мають трохи більшу потужність, ніж версії, що використовуються в серії E38 7.
Застосування:
- 1998—2001 BMW 7 серії (E38) 735i/735iL — 175 кВт (235 к. с.)[19][20][21][22].
- 1998—2003 BMW 5 серії (E39) 535i — 180 кВт (241 к. с.)[23][24][25][26].

### M62B44
M62B44 має діаметр циліндра 92 мм (3,6 дюйм) і хід поршня 82,7 мм (3,26 дюйм).
- 1996—1998 BMW 5 серії (E39) 540i
- 1996—1998 BMW 7 серії (E38) 740i/740iL
- 1997—1999 BMW 8 серії (E31) 840Ci

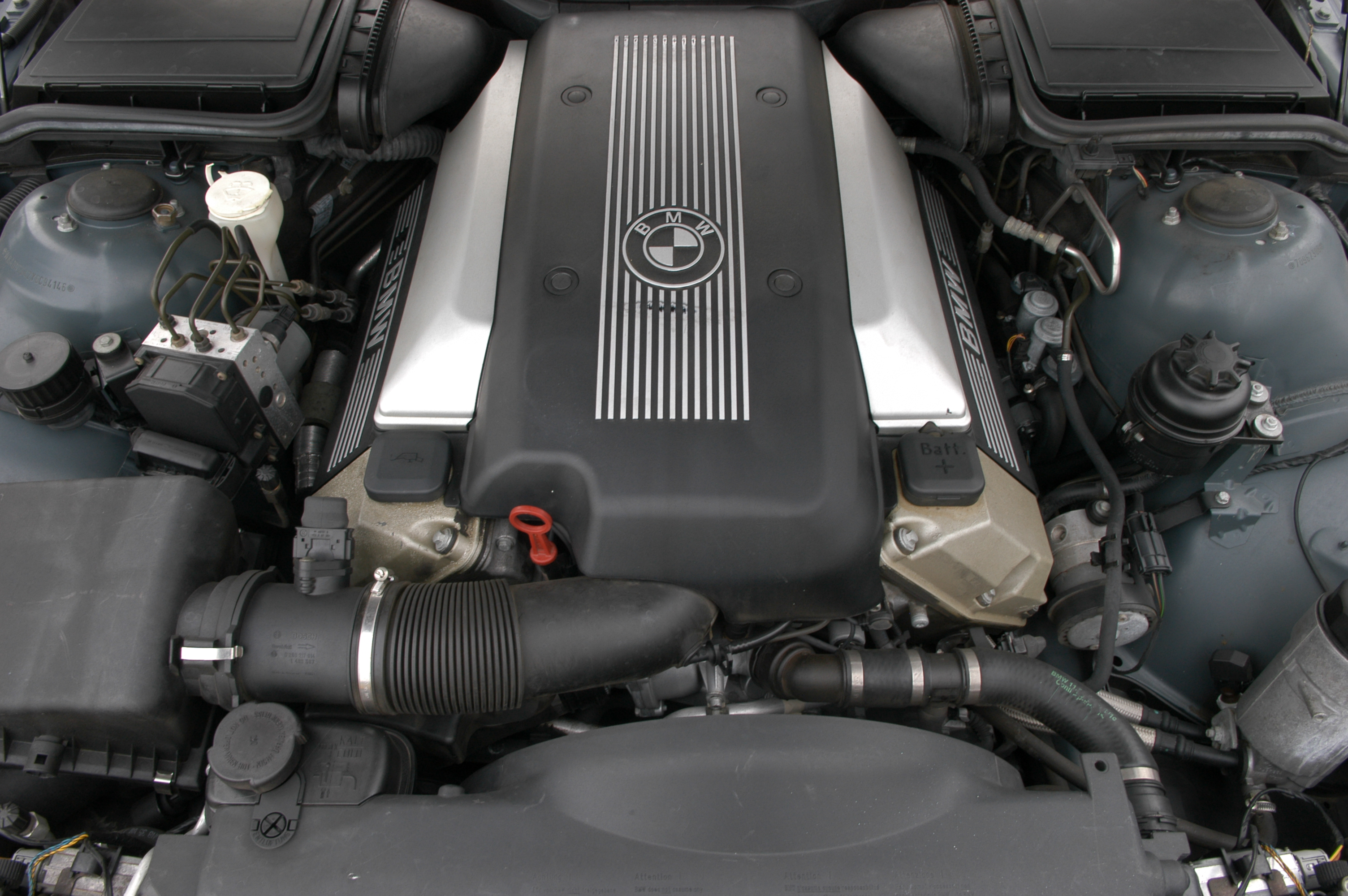
Оновлена версія (M62TUB44)

У 1998 році було застосовано технічне оновлення, в результаті якого з'явився M62TUB44. У Сполучених Штатах потужність для моделей 540i 2001—2003 років була збільшена до 216 кВт (290 к. с.).
Застосування:
- 1998—2003 BMW 5 серії (E39) 540i
- 1999—2001 BMW 7 серії (E38) 740i/740iL
- 1999—2003 BMW X5 (E53) X5 4.4i
- 2000—2004 Morgan Aero 8
- 2002—2005 Range Rover

### M62TUB46
M62TUB46 базується на M62TUB44. Ревізії включають повністю металеві втулки vanos. Підйом впускного та випускного розподільних валів становить 10,5 мм. Більш міцні клапанні пружини. Діаметр 93 мм (3,7 дюйм) Штрих 85 мм (3,3 дюйм). Ведучий шків колінчастого вала з недостатнім приводом. Маслоскребкове кільце з двох частин замість трьохкомпонентних. 93 мм поршні зі зменшеною висотою шляхом збільшення ходу.
Застосування:
- 1999—2001 Alpina B10 V8
- 2000—2004 Morgan Aero 8 GTN[29]
- 2002—2004 BMW X5 (E53) X5 4.6is

### Альпіна F3
Alpina F3 була розроблена Alpina на основі двигуна M62B44. Випущений наприкінці 1996 року, він використовував модифікований блок M62B44, поставлений Alpina від BMW, із діаметром отвору 93 мм. Він також мав модифіковану головку блоку циліндрів, інші впускні розподільні вали, колінчастий вал зі збільшеним ходом разом із різними поршнями, інший повітрозабірний колектор і випускні колектори, а також спеціальне програмування двигуна. Має діаметр циліндра 93 мм (3,7 дюйм) і хід 85 мм (3,3 дюйм).
Застосування:
- 1996—1998 Alpina B10 V8

### Альпіна F4
Після оновлень стандартного виробництва M62B44 F4 був переглянутою версією двигуна Alpina F3 і мав змінні фази газорозподілу на впускних розподільних валах, дросельну заслінку з електронним керуванням і невелике збільшення потужності. Наприкінці 2000 року Alpina F4 отримала модифікацію F4/1, яка дещо підвищила паливну ефективність, одночасно зменшивши викиди, хоча вихідна потужність залишилася незмінною. Має діаметр 93 мм (3,7 дюйм) і штрихом 85 мм (3,3 дюйм).
Застосування:
- 1998—2000 Alpina B10 V8
- 2000—2002 Alpina B10 V8/1

### Альпіна F5
F5 був останньою ітерацією Alpina двигуна M62B44, він мав ту саму технологію, що й F4/1, але зі збільшеним робочим об'ємом завдяки збільшеному ходу двигуна завдяки модифікованому колінчастому валу. Збільшений хід вимагав масляного піддона з додатковим зазором, а також перероблених впускних і випускних розподільних валів у серійному двигуні M62B46. Має діаметр 93 мм (3,7 дюйм) і штрихом 89 мм (3,5 дюйм).
Застосування:
- 2002—2004 Alpina B10 V8S
- 2002—2003 Alpina Roadster V8

## S62
| S62                            | S62                                  |
| ------------------------------ | ------------------------------------ |
|                                |                                      |
| Виробник:                      | BMW                                  |
| Марка:                         | S62                                  |
| Тип:                           | 90° V8                               |
| Робочий об'єм:                 | 4.9 л (4,941 куб.см) см3             |
| Максимальна потужність:        | 394–625 к.с. к.с. (294–466 кВт кВт ) |
| Максимальний обертовий момент: | 500–600 Н⋅м (369–443 фунт⋅фут) Н·м   |
| Конфігурація:                  | V8                                   |
| Циліндрів:                     | 8                                    |
| Клапанів:                      | 32                                   |
| Хід поршня:                    | 89 мм (3.5 дюйма) мм                 |
| Діаметр циліндра:              | 93 мм (3.7 дюйма) мм                 |
| Ступінь стиску:                | 11.0:1                               |
| Система живлення:              | Інжекторний колектор                 |
| Охолодження:                   | рідинне охолодження                  |
| Матеріал блоку циліндрів:      | Алюміній                             |
| Матеріал ГБЦ:                  | Алюміній                             |
| Тактність (число тактів):      | 4                                    |
| Рекомендоване паливо:          | Бензин                               |

Двигун BMW S62 (повний код моделі S62B50) — є високопродуктивним варіантом M62, який встановлюється на E39 M5 та E52 Z8. S62 був першим двигуном BMW V8, який мав подвійний VANOS (змінні фази газорозподілу на впускному та випускному розподільних валах).
Двигун S62 видає 294 кВт (400 PS; 394 к. с.) при 6600 обертів і 500 Н⋅м (369 фунт⋅фут) при 3800 об/хв. Червона зона — 7000 об/хв. Діаметр циліндра 94 мм (3,7 дюйм) і хід поршня 89 мм (3,5 дюйм). Це призводить до збільшення об'єму 4 941 см3 (301,5 дюйм3) порівняно з 4 398 см3 (268,4 дюйм3) найбільшого на той час двигуна М62.
Інші відмінності в порівнянні з M62 включають:
- Індивідуальні корпуси дросельної заслінки для кожного з восьми циліндрів,[38] які керуються електронікою[39] та мають вибір «нормального» та «спортивного» режиму реакції газу.
- Ступінь стиснення становить 11,0:1 у порівнянні з 10,0:1 для M62[40]
- Дворядний ланцюг ГРМ порівняно з однорядним ланцюгом, що використовується в M62[41]
- Порожнисті розподільні вали[34].
- Блок керування двигуном Siemens MSS 52[34].
- Подвійні повітрозабірники та датчики масової витрати[42].
- Масляна система з напівсухим картером, що складається з двох додаткових продувних насосів, які активуються під час жорстких поворотів[43][44].

Як і M62, S62 має алюмінієвий блок і головку. S62 збирався на заводі BMW у Дінгольфінгу.
Застосування:
- 1998—2003 BMW M5 (E39)
- 2000—2003 BMW Z8
- 2005—2010 Ascari KZ1
- 2006 Ascari A10

## Bentley Arnage
Bentley Arnage (Green Label) 1998—2000 рр. оснащено версією M62B44 з подвійним турбонаддувом, розробленою Cosworth. Цей двигун видає 260 кВт (349 к. с.) і 569 Н⋅м (420 фунт⋅фут).